# 四宮義俊
四宮義俊（しのみや よしとし、1980年（昭和55年） - ）は、日本の美術家・日本画家・アニメーション作家。神奈川県出身。株式会社SUIRO代表。

## 略歴
2003年、東京芸術大学美術学部絵画科日本画専攻卒業。サロン.ド.プランタン賞・台東区長賞受賞。
2005年、東京藝術大学大学院美術研究科修士課程日本画研究領域修了。
2008年、東京芸術大学大学院美術研究科後期博士課程美術専攻日本画研究領域修了。博士号取得。
2025年、自身初の長編アニメーション監督作品『花緑青が明ける日に』の制作を発表。2026年公開予定。

## 人物
日本画をベースにした絵画作品・立体作品・映像などを制作・発表しており、美術家・日本画家としての活動からイラストレーション、アニメーション、デザインまで、その活動は多岐に渡る。
新海誠監督作品『言の葉の庭』のポスターアートをはじめ、数々の映画の劇中絵画や美術などを制作。また新海誠監督の『君の名は。』の回想シーンのパート演出や、コマーシャルフィルムや映像作品のアニメーション監督も手掛けている映像作家でもある。
近年の活動範囲は海外にまで広がり、大塚製薬のインドネシア法人「PT. Amerta Indah Otsuka」による、健康飲料「ポカリスエット」を題材にしたアニメCMでは監督・絵コンテ・キャラクターデザイン・作画監督・美術監督を担当。同CM『This is #BintangSMA 2019 Winner!』編は、アジア太平洋YouTube広告リーダーボード2月期においてインドネシア部門にて第1位を獲得した。

## 主な仕事

### 監督作品
- アニメーション作品『水槽の虎（Fudge Factor）[注 1]』（2012年、未完成） - アニメーション監督
- 『PFF2014』劇場用先付け映像（招待作品部門、2014年） - 監督
- テレビCM『NHK-AC共同キャンペーン「もったいないで明日は変わる」』（2015年） - 監督
- 映像作品『トキノ交差 shibuya vernacular』[注 2]（2018年） - 監督・絵コンテ・演出・キャラクターデザイン・作画監督・美術監督[注 3]
- テレビCM『TVC POCARI SWEAT - Bintang SMA』（2019年） - 監督・キャラクターデザイン・美術監督[8]
- テレビCM『TVC POCARI SWEAT - This is #BintangSMA 2019 Winner!』（2019年） - 監督・キャラクターデザイン・美術監督[9]
- ミュージック・ビデオ『冒険隊 〜森の勇者〜』（眉村ちあき、2020年） - 監督・絵コンテ・作画・美術・色彩設計などを担当[注 3]。個人レーベル「SUIRO」が制作[10]
- 音楽ライブ配信『lofi chill radio -Concentration/study/work feat.【新しい夜明けプロジェクト/Atarashii Yoake Project】』（2021年） - 監督[11]
- 長編アニメーション映画『花緑青が明ける日に』（2026年予定） - 原作・監督・脚本[2]

### 参加作品
- 富士急ハイランド『超・戦慄迷宮』（2003年） - 水墨画
- GAINAX公式サイトWeb企画『EVA AT WORK』（2003年） - 屏風「転化」（六曲一隻）
- 映画『天心』（松村克弥監督、2013年） - 撮影用絵画
- アニメ映画『言の葉の庭』（新海誠監督、2013年） - ポスターイラスト、ティーザービジュアル、劇中の背景美術
- 小説『言の葉の庭』（新海誠著、2013〜2014年） - 挿絵（雑誌『ダ・ヴィンチ』連載）
- ウェブCM『GU渋谷店OPEN記念SPECIAL ITEM MOVIE』（2014年） - アニメーション作画
- 映画『土竜の唄 潜入捜査官 REIJI』（三池崇史監督、2014年） - 撮影用美術
- 小説『多摩川物語』（ドリアン助川著、2014年） - 表紙絵・挿絵
- エッセー『記憶の森を育てる 意識と人工知能』（茂木健一郎著、2015年） - 装画
- アニメ映画『君の名は。』（新海誠監督、2016年） - 「回想シーン」パート演出・原画・撮影
- アニメ映画『この世界の片隅に』（片渕須直監督、2016年） - 劇中に登場する水彩画
- 映画『HiGH&LOW THE MOVIE』（久保茂昭監督、2016年） - 撮影用美術
- ミュージック・ビデオ『One Time One Life from HiGH & LOW ORIGINAL BEST ALBUM』（EXILE THE SECOND、2016年） - 撮影用美術
- 音楽祭『ラ・フォル・ジュルネ・オ・ジャポン2016』（2016年） - テーマビジュアル
- ラ・フォル・ジュルネ・オフィシャルブック『ナチュール 自然と音楽』（エマニュエル・レベル著、2016年） - 装画
- 小説『十八の夏 (新装版)』（光原百合著、2016年） - 装画
- アニメ映画『劇場版ポケットモンスター キミにきめた!』（2017年） - ポケモン映画20周年記念ビジュアル[4]
- 映画『パンク侍、斬られて候』（2018年） - 撮影用美術
- アニメ映画『劇場版ポケットモンスター みんなの物語』（2018年） - 公開記念スペシャルアート[12]
- 小説『新宿の猫』（ドリアン助川著、2019年） - 表紙絵・挿絵
- 映画『ライオン・キング』（2019年） - ポスター[13]
- アニメ映画『劇場版ポケットモンスター ココ』（2020年） - 公開記念スペシャルアート
- 小説『水曜日が消えた』（本田壱成著、2020年） - 装画[14]
- 小説『スクールカースト復讐デイズ 正夢の転校生』（柴田一成著、2021年） - 挿画
- 『カルビー×ユニー&ドンキの厚切りポテトチップス』（2022年） - パッケージイラスト